# Pirfenidon
Pirfenidon (łac. pirfenidonum) – wielofunkcyjny organiczny związek chemiczny z grupy pirydyn podstawionych grupą karbonylową mający w swojej strukturze pierścień benzenowy.
Jeden z dwóch leków zarejestrowanych w leczeniu samoistnego włóknienia płuc.

## Występowanie
Pirfenidon jest syntetycznym związkiem chemicznym i nie występuje naturalnie.

## Historia
W 1972 Shreekrishna Gadekar odkrył podczas badań nad pochodnymi pirydonu, że pirfenidon ma właściwości przeciwbólowe, przeciwgorączkowe i przeciwzapalne oraz obniża poziom kwasu moczowego i glukozy we krwi. W 1992 Solomon Margolin stwierdził, że pirfenidon podawany doustnie jest skutecznym lekiem antyfibrotycznym u szczurów. W 2001 przerwano w Japonii pierwsze randomizowane badanie nad pirfenidonem i ze względu na jego skuteczność zalecono jego natychmiastowe wprowadzenie do leczenia. W 2007 prawa patentowe do leku w Europie i USA odkupiła od firmy Marnac frima InterMune (w 2014 przejęta przez Roche). W Europie lek został zarejestrowany w 2011 po opublikowaniu wyników kolejnych badań przeprowadzonych w Japonii  oraz międzynarodowych bliźniaczych dwóch badań Capacity. Ze względu na pozytywne wyniki tylko jednego z dwóch badań Capacity FDA, odmówiła zarejestrowania leku w USA. W 2011 pierwszy lek generyczny pirfenidonu wprowadziła na rynek w Indiach firma Cipla pod nazwą Pirfenex. W Stanach Zjednoczonych pirfenidon została zarejestrowany 15 października 2014(jednocześnie z nintedanibem), po przeprowadzeniu badania Ascend oraz metaanalizy badań Ascend i Capacity, które dały jednoznacznie pozytywne wyniki w zapobieganiu spadku FVC.

## Zastosowania

### Wskazania
Pirfenidon jest wskazany w leczeniu łagodnej do umiarkowanej postaci idiopatycznego włóknienia płuc u osób dorosłych.

## Mechanizm działania
Mechanizm działania pirfenidonu jest nieznany. Pirfenidon zmniejsza proliferację fibroblastów, wytwarzanie białek i cytokin związanych z włóknieniem oraz zwiększoną biosyntezę i gromadzenie macierzy pozakomórkowej w odpowiedzi na cytokinowe czynniki wzrostu, takie jak transformujący czynnik wzrostu beta (TGF-β) i płytkopochodny czynnik wzrostu (PDGF).

## Interakcje
Pirfenidon jest substratem dla cytochromu P450 w 70–80% dla podjednostki CYP1A2 i jego stosowanie z jej silnymi inhibitorami może zwiększyć ekspozycję na pirfenidon. Podjednostki CYP2C9, 2C19, 2D6 i 2E1 cytochromu P450 uczestniczą w metabolizmie pirfenidonu w mniejszym stopniu.
Leki, których stosowanie jednocześnie z pirfenidonem, może prowadzić do niekorzystnych interakcji lekowych: abirateron, amiodaron, chloramfenikol, ciprofloksacyna, enoksacyna, etynyloestradiol, flukonazol, fluoksetyna, fluwoksamina, metoksalen, meksyletyna, paroksetyna, peginterferon α-2b, propafenon, fenylopropanoloamina, tiabendazol, zileuton.
Podczas leczenie pirfenidonem należy unikać soku grejpfrutowego oraz palenia tytoniu.

## Przeciwwskazania i środki ostrożności
Istnieją następujące przeciwwskazania stosowania leku oraz sytuacje, gdy zaleca się zachowanie ostrożności:
- znana nadwrażliwość na pirfenidon lub którykolwiek ze składników pomocniczych
- obrzęk naczynioruchowy podczas stosowania pirfenidonu w wywiadzie
- jednoczesne stosowanie fluwoksaminy
- ciężkie zaburzenia czynności wątroby lub krańcowa niewydolność wątroby
- ciąża i okres karmienia piersią

## Działania niepożądane
Działania niepożądane stwierdzone podczas badań klinicznych:
| Definicje częstości występowania zdarzeń niepożądanych | Definicje częstości występowania zdarzeń niepożądanych |
| ------------------------------------------------------ | ------------------------------------------------------ |
| bardzo często                                          | ≤1/10                                                  |
| często                                                 | ≥1/100 – <1/10                                         |
| niezbyt często                                         | ≥1/1000 – <1/100                                       |
| rzadko                                                 | ≥1/10 000 – <1/1000                                    |
| bardzo rzadko                                          | <1/10 000                                              |

| Układ                                     | Działanie niepożądane                                                   | Częstość występowania |
| ----------------------------------------- | ----------------------------------------------------------------------- | --------------------- |
| Zakażenia i zarażenia                     | zakażenie układu moczowego                                              | częste                |
| Zakażenia i zarażenia                     | zakażenie górnych dróg oddechowych                                      | częste                |
| Krew i układ limfatyczny                  | agranulocytoza                                                          | rzadkie               |
| Układ odpornościowy                       | obrzęk naczynioruchowy                                                  | niezbyt częste        |
| Metabolizm i odżywianie                   | jadłowstręt                                                             | bardzo częste         |
| Metabolizm i odżywianie                   | utrata apetytu                                                          | częste                |
| Metabolizm i odżywianie                   | zmniejszenie masy ciała                                                 | częste                |
| Psychiczne                                | bezsenność                                                              | częste                |
| Układ nerwowy                             | ból głowy                                                               | bardzo częste         |
| Układ nerwowy                             | zawroty głowy                                                           | częste                |
| Układ nerwowy                             | somnolencja                                                             | częste                |
| Układ nerwowy                             | zaburzenia smaku                                                        | częste                |
| Układ nerwowy                             | letarg                                                                  | częste                |
| Układ naczyniowy                          | uderzenia gorąca                                                        | częste                |
| Układ oddechowy                           | duszność                                                                | częste                |
| Układ oddechowy                           | kaszel                                                                  | częste                |
| Układ oddechowy                           | kaszel z odkruszaniem                                                   | częste                |
| Układ pokarmowy                           | dyspepsja                                                               | bardzo częste         |
| Układ pokarmowy                           | nudności                                                                | bardzo częste         |
| Układ pokarmowy                           | biegunka                                                                | bardzo częste         |
| Układ pokarmowy                           | choroba refluksowa przełyku                                             | częste                |
| Układ pokarmowy                           | wymioty                                                                 | częste                |
| Układ pokarmowy                           | wzdęcie                                                                 | częste                |
| Układ pokarmowy                           | dolegliwości brzuszne                                                   | częste                |
| Układ pokarmowy                           | bóle brzucha                                                            | częste                |
| Układ pokarmowy                           | bóle w nadbrzuszu                                                       | częste                |
| Układ pokarmowy                           | dolegliwości żołądkowe                                                  | częste                |
| Układ pokarmowy                           | zapalenie błony śluzowej żołądka                                        | częste                |
| Układ pokarmowy                           | zaparcia                                                                | częste                |
| Układ pokarmowy                           | rozdęcia brzucha                                                        | częste                |
| Wątroba i drogi żółciowe                  | zwiększenie aktywności AlAT                                             | częste                |
| Wątroba i drogi żółciowe                  | zwiększenie aktywności AspAT                                            | częste                |
| Wątroba i drogi żółciowe                  | zwiększenie aktywności GGTP                                             | częste                |
| Wątroba i drogi żółciowe                  | hiperbilirubinemia w połączeniu ze zwiększeniem aktywności AlAT i AspAT | rzadkie               |
| Skóra i tkanka podskórna                  | fotodermatoza                                                           | bardzo częste         |
| Skóra i tkanka podskórna                  | wysypka                                                                 | bardzo częste         |
| Skóra i tkanka podskórna                  | świąd                                                                   | częste                |
| Skóra i tkanka podskórna                  | rumień                                                                  | częste                |
| Skóra i tkanka podskórna                  | suchość skóry                                                           | częste                |
| Skóra i tkanka podskórna                  | wysypka rumieniowa                                                      | częste                |
| Skóra i tkanka podskórna                  | wysypka plamkowa                                                        | częste                |
| Skóra i tkanka podskórna                  | wysypka swędząca                                                        | częste                |
| Urazy, zatrucia i powikłania po zabiegach | oparzenie słoneczne                                                     | częste                |

## Dawkowanie
Dawkowanie w różnych sytuacjach klinicznych przedstawia się następująco:
W przypadku przerwania leczenia na 14 dni lub więcej należy ponownie rozpocząć leczenie od dwutygodniowego okresu stopniowego dostosowywania dawki do zalecanej dawki dobowej.

### Osoby dorosłe
| Dzień terapii | Dawkowanie                       | Dawka dobowa [mg] |
| ------------- | -------------------------------- | ----------------- |
| 1-7           | trzy razy dziennie po 1 kapsułce | 801               |
| 8-14          | trzy razy dziennie po 2 kapsułki | 1602              |
| od 15 dnia    | trzy razy dziennie po 3 kapsułki | 2403              |

### Pacjenci w podeszłym wieku
Nie ma konieczności dostosowywania dawki leku.

### Dzieci i młodzież
Pirfenidonu nie należy stosować u dzieci w wieku do 18 lat, ponieważ nie określono bezpieczeństwa stosowania ani skuteczności produktu leczniczego.

### Zaburzenia czynności nerek
Nie ma konieczności dostosowywania dawki pirfenidonu u pacjentów z niewielką i umiarkowaną niewydolnością nerek:
| Klirens kreatyniny | Dawkowanie      |
| ------------------ | --------------- |
| 30–80 ml/min       | dawka bez zmian |
| <30 ml/min         | nie stosować    |

### Zaburzenia czynności wątroby
| Skala Childa-Pugha | Dawkowanie      |
| ------------------ | --------------- |
| A                  | dawka bez zmian |
| B                  | dawka bez zmian |
| C                  | nie stosować    |

### Wpływ na prowadzenie pojazdów
Pirfenidon może wywoływać zawroty głowy i zmęczenie, co może wpływać na zdolność prowadzenia pojazdów i obsługiwania maszyn.

### Ciąża i okres karmienia piersią

#### Ciąża
Brak danych dotyczących stosowania pirfenidonu w ciąży, jednakże wobec wykazania w badaniach przedklinicznych wydłużenia czasu ciąży i zmniejszenia przeżywalności płodów zwierząt laboratoryjnych, zaleca się unikanie stosowania produktu pirfenidonu w okresie ciąży.

#### Okres karmienia piersią
Nie ma danych dotyczących przenikania pirfenidonu i jego metabolitów do mleka ludzkiego, jednakże wobec wykazania w badaniach przedklinicznych przenikania do mleka zwierząt laboratoryjnych, podczas karmienia piersią należy przerwać leczenie pirfenidonem.

### Sposób zażywania
Pirfenidon jest podawany trzy razy na dobę, doustnie, razem z posiłkiem. Kapsułki należy połykać w całości (nie wolno ich rzuć lub kruszyć), popijając wodą.

### Przedawkowanie
Brakuje specyficznych danych dotyczących postępowania w przedawkowaniu pirfenidonu.